# Yoshiko Satō
Yoshiko Satō (佐藤喜子?, Satō Yoshiko; Nara, 3 gennaio 1938) è un'ex nuotatrice giapponese, che ha partecipato alle Olimpiadi di Melbourne 1956 e di Roma 1960.

## Carriera
Ai Giochi asiatici, ha avuto più soddisfazioni, vincendo ben 7 ori ed 1 bronzo nel periodo 1954-1962.
Era la moglie del nuotatore olimpionico Yoshihiko Ōsaki.